# Tarvisio
Tarvisio (furlansky a německy Tarvis, slovinsky Trbiž) je italská obec nacházející se na italsko-slovinsko-rakouské hranici v severovýchodní části autonomní oblasti Furlansko-Julské Benátsko. Ve městě žije přibližně 4 000 obyvatel. Hovoří se zde německy, slovinsky, furlansky a italsky.
Město leží v údolí vápencového pohoří Julské Alpy na řece Slizza, která se nad Tarvisiem jmenuje Rio Freddo.

## Místní části

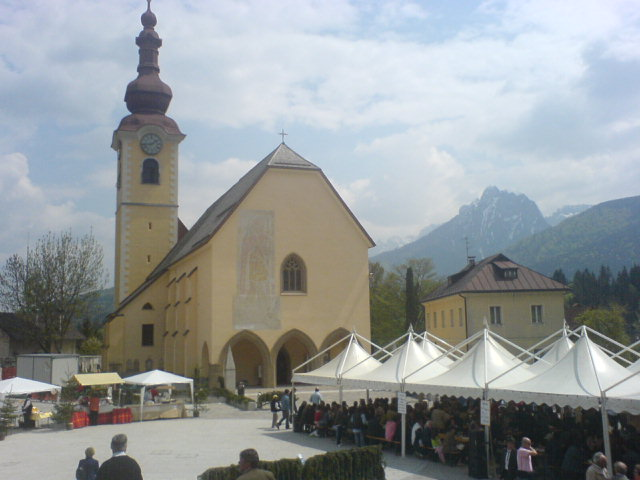
Farní kostel a trh

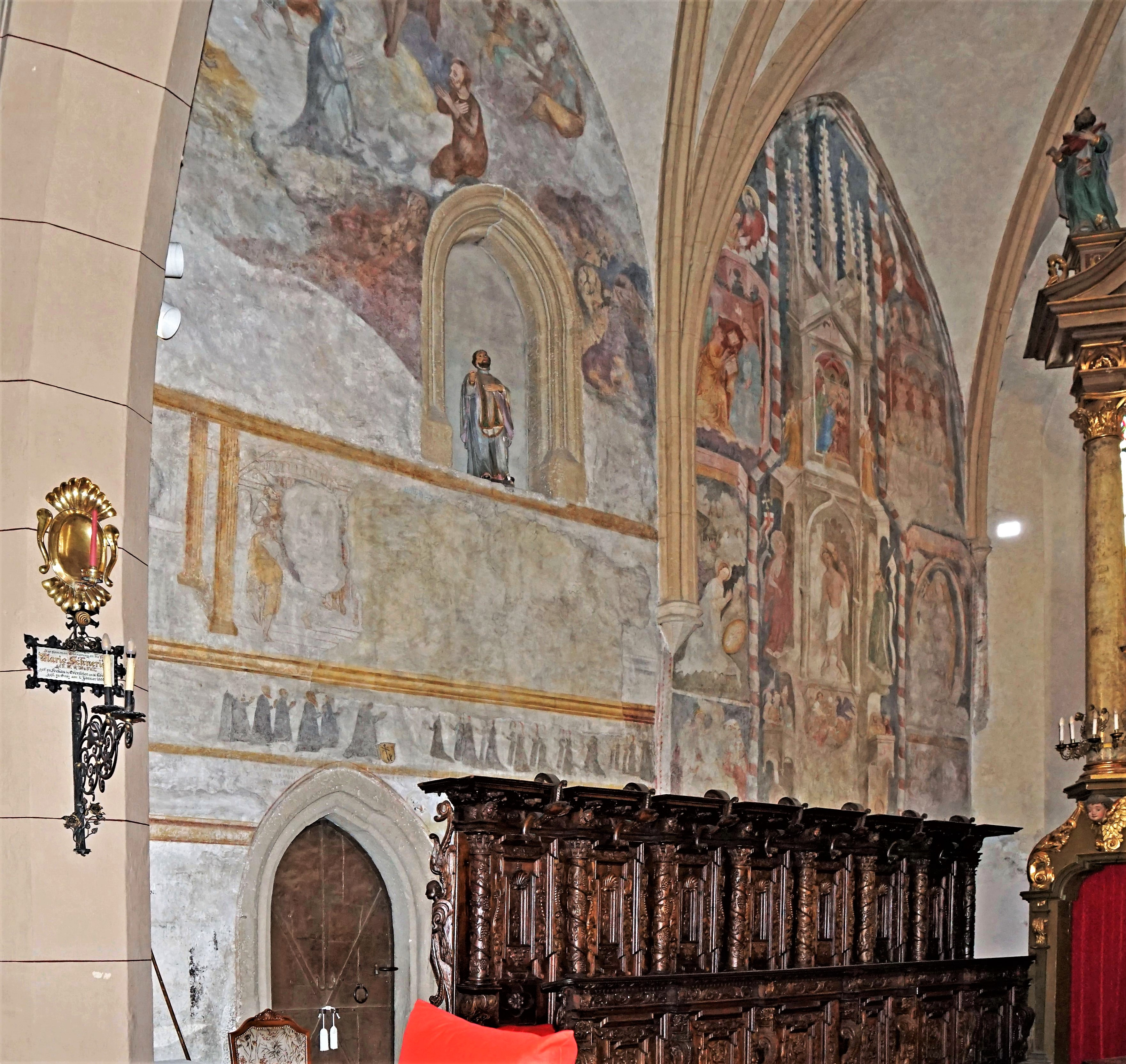
Gotické nástěnné malby v chóru

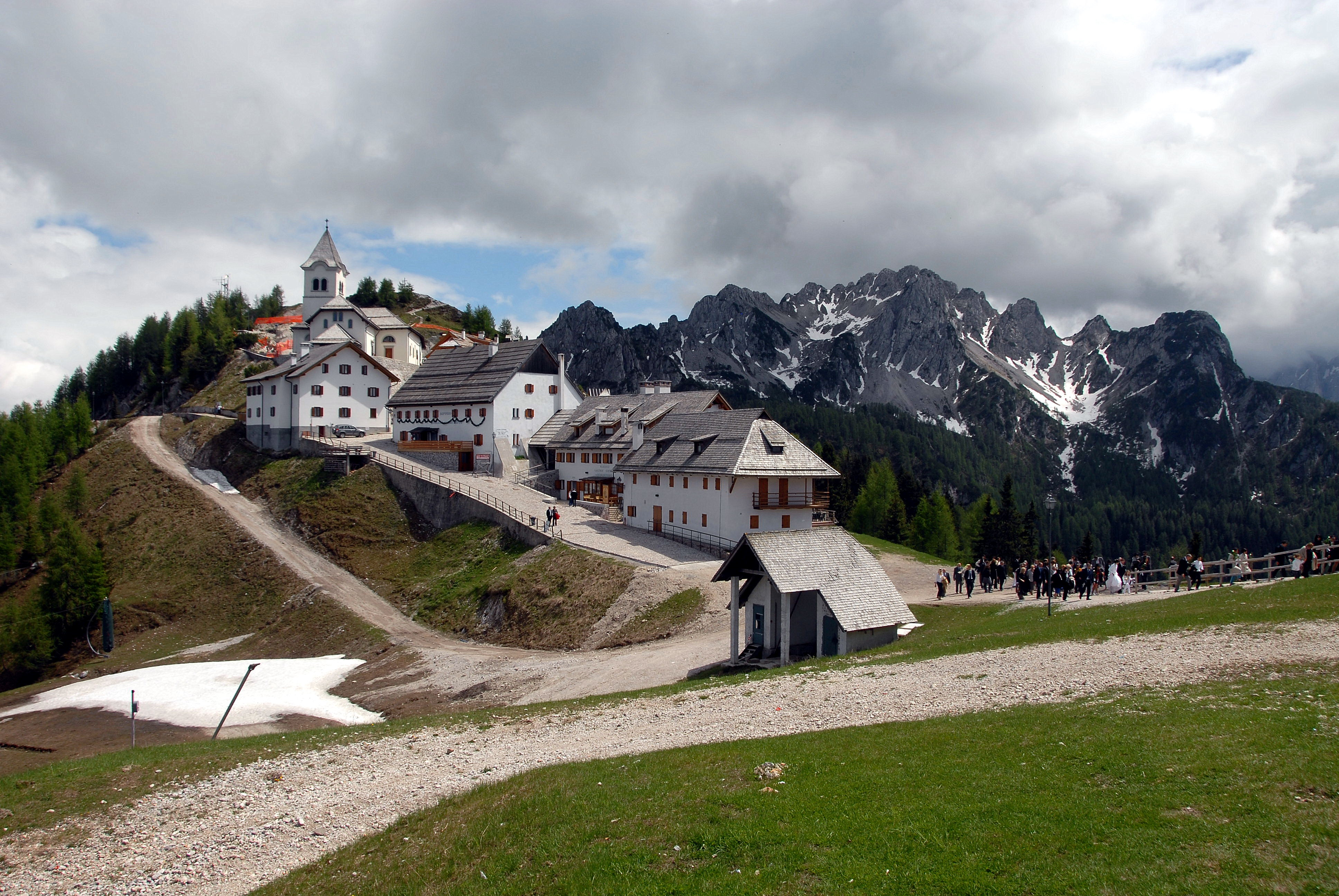
Monte Santo di Lussari

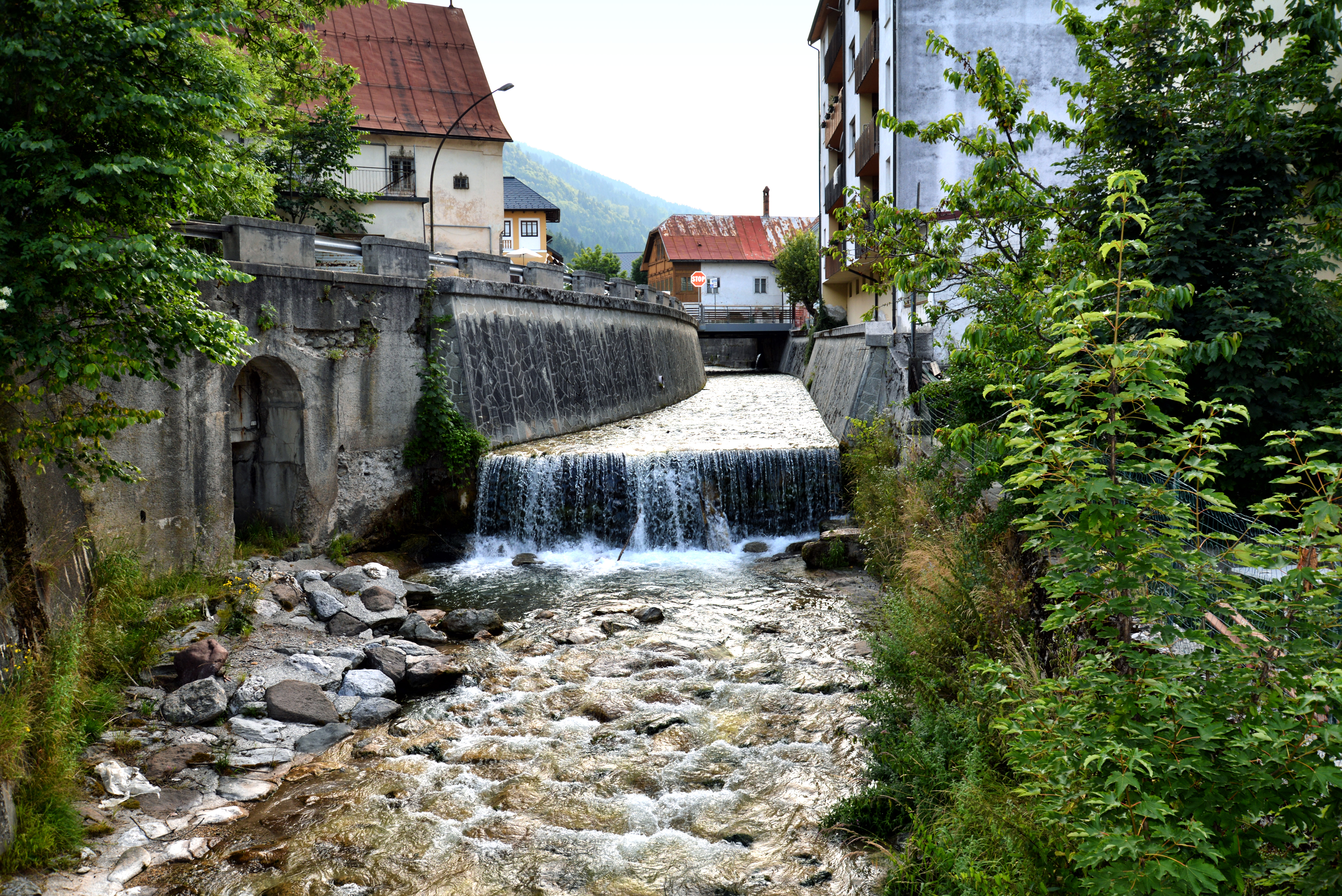
Řeka Slizza

- Tarvisio Centrale (německy Tarvis) – centrum městečka
- Coccau (německy Goggau)
- Fusine in Val Romana (německy Weißenfels)
- Cave del Predil (německy Raibl, slovinsky Rabelj)
- Camporosso (německy Saifnitz),
- Rutte (německy Greuth)

## Historie
Město má původ v obci římského původu, osídlené převážně Kelty. Sloužila jako zastávka cestujícím přes Alpy. V letech 1002–1759 to byla tržní ves, patřící biskupské kapitule v Bamberku. V roce 1880 mělo toto tržní město 2953 obyvatel, z toho 2735 Němců (93 %) a 137 Slovinců (5 %). Italská komunita se rozrostla po první světové válce, v roce 1921 mělo město již 5863 obyvatel a v roce 1971 dosáhl jejich počet svého maxima 6468 obyvatel. V roce 1909 byla obec povýšena na město a dostala erb, v němž jsou zkřížené klíče bamberského biskupství. Až do roku 1918 patřilo město k vévodství Korutanskému, tedy k Rakousku-Uhersku, a bylo jeho posádkovým městem, v kasárnách La Marmora sídlil moravskoslezský prapor polních myslivců č. 5. Po roce 1918 byli do kasáren umístěni Alpini, poslední části praporu Gemona, dnes slouží stavba civilním účelům. Tarvisio leží na starých obchodních trasách a mělo také důlní význam. Město dlouhodobě těžilo z malého pohraničního styku mezi Rakouskem a Jugoslávií (nyní Slovinskem).

## Současnost
Místní ekonomika je založena převážně na cestovním ruchu a z něj zejména na zimních sportech, horolezectví a trekingu. V roce 2003 obec hostila zimní Univerziádu a v roce 2007 se zde konal ženský Světový pohár v alpském lyžování.

## Památky
- Chiesa di San Pietro a Paolo apostoli – farní kostel sv. Petra a Pavla založil bamberský biskup roku 1399 jako opevněnou stavbu s obrannými věžemi a ohradní zdí („refugium“), západní portál a síťové klenby byly přistavěny od roku 1445; pozdně gotická halová stavba má cenné vnitřní zařízení: gotické nástěnné malby a sousoší Korunování Panny Marie
- Karner – osmiboká pohřební kaple u kostela
- Monte santo di Lussari – Svatá hora na vrcholu kopce ve výšce 1723 m n. m.